# Trapezonotus arenarius
Espèce
Trapezonotus arenarius est une espèce d'insectes du sous-ordre des hétéroptères (punaises), de la super-famille des Lygaeoidea, sous-famille des Rhyparochrominae, de la tribu des Gonianotini et du genre Trapezonotus.

## Systématique
L'espèce a été décrite  par le naturaliste suédois Carl von Linné en 1758 .

### Synonymie
- Cimex arenarius Linnaeus, 1758 Protonyme